# Association mondiale des interprètes en langue des signes
L'Association mondiale des interprètes en langue des signes, souvent abrégée en WASLI (en anglais : World Association of Sign Langage Interpreters), est une association mondiale  pour protéger et développer les associations d’interprètes de la langue des signes nationales dans le monde. Elle est créée le 23 juillet 2003 lors du 14e Congrès mondial de la Fédération Mondiale des Sourds à Montréal au Canada. 

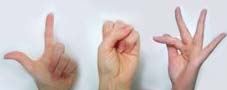
Langue des signes française (LSF)